# Luigi Abello

Trattato della locazione, 1915

Luigi Abello (Torino, 18 gennaio 1870 – Firenze, 4 settembre 1947) è stato un giurista italiano.

## Biografia
È stato professore di diritto commerciale all'Università di Torino.

## Opere
- 1904 – Trattato di diritto civile italiano, in collaborazione con Giampietro Chironi nella Parte generale, ossia nel primo volume
- 1905-13 – Della locazione, tre volumi
- 1915-27 – Trattato della locazione, cinque volumi
  -  Trattato della locazione, vol. 1, Napoli, Eugenio Marghieri, 1915.
  -  Trattato della locazione, vol. 2, Napoli, Eugenio Marghieri, 1916.
  -  Trattato della locazione, vol. 3, Napoli, Eugenio Marghieri, 1919.
  -  Trattato della locazione, vol. 4, Napoli, Eugenio Marghieri, 1922.
  -  Trattato della locazione, vol. 5, Napoli, Eugenio Marghieri, 1927.